# Faucoucourt
Faucoucourt era una comuna francesa, situada en el departamento de Aisne, de la región de Alta Francia, que el 1 de enero de 2019 pasó a ser una comuna delegada de la comuna nueva de Anizy-le-Grand.

## Geografía
Está ubicada a 12 km al oeste de Laon y a 3 km al norte de Anizy-le-Château.

## Demografía
| 264 | 242 | 227 | 233 | 246 | 280 | 307 | 318 |
| Para los censos de 1962 a 1999 la población legal corresponde a la población sin duplicidades (Fuente: INSEE [Consultar]) |     |     |     |     |     |     |     |